# 한국건설엔지니어링협회
한국건설엔지니어링협회 (韓國建設技術管理協會, Korea Association of Construction Consulting Engineering & Management, KACEM)는 감리전문회사들을 회원으로 하여 설립된 대한민국 국토교통부 산하 법정단체이다. 서울특별시 강남구 남부순환로 2714(도곡동)에 위치하고 있다.

## 설립 근거
- 2014년5월 설계협회와 통합하여 <한국건설기술관리협회>로 변경되었음 (참조: 건설기술진흥법 제69조 (법률제 11794호, 2013.5.22일 공포))
- 구)건설기술관리법 제32조의 2, 법률 제4562호로 1993.6.11일 공포[1]

## 회원 및 감리원 자격
※아래 목록에는 자격의 일부분만이 서술되어 있다.

### 회원(감리전문회사)
- 종합관리 전문회사:
  - 수석감리사 5명 이상.
  - 감리사보 이상 감리원 20명 이상.
  - 자본금 5억원 이상.
- 토목감리 전문회사:
  - 수석감리사 5명 이상.
  - 감리사보 이상 감리원 20명 이상.
  - 자본금 1억5천만원 이상.
- 건축감리 전문회사:
  - 수석감리사 3명 이상.
  - 감리사보 이상 감리원 12명 이상.
  - 자본금 1억5천만원 이상.
- 설비감리 전문회사:
  - 수석감리사 2명 이상.
  - 감리사보 이상 감리원 8명 이상.
  - 자본금 1억원 이상.

### 감리원
- 수석감리사: 감리사 등급기준을 충족한 사람으로써 10년 이상 건설공사업무를 수행한 사람.
- 감리사:
  - 기술사 또는 건축사.
  - 기사의 자격을 취득한 사람으로써 9년 이상 건설공사 업무를 수행한 사람.
  - 산업기사의 자격을 취득한 사람으로써 12년 이상 건설공사 업무를 수행한 사람.
- 감리사보:
  - 기사의 자격을 취득한 사람.
  - 산업기사의 자격을 취득한 사람으로서 2년 이상 건설공사업무를 수행한 사람.
- 검측감리원:
  - 산업기사 자격을 취득한 사람.
  - 기능사 자격을 취득한 사람으로서 3년 이상 건설공사 업무를 수행한 사람.

## 연혁
- 1993년 11월 5일: 한국건설감리협회 창립총회
- 1996년 12월 23일: 한국건설설계협회 창립총회
- 2014년 5년 15일: 통합협회 총회 개최 (前 감리협회ㆍ설계협회 통합)
- 2014년 5월 23일: 한국건설기술관리협회 출범
- 2021년 11월 10일: 한국건설엔지니어링협회 (협회 명칭 변경 국토교통부 승인)

## 조직

### 총회
- 고문
- 이사회
- 감사

#### 한국건설엔지니어링협회장
- 토목협의회
- 건축협의회

##### 상근부회장
- 윤리위원회
- 법제위원회
- 홍보편집위원회
- 국제위원회
- 교육위원회
- 건설ENG 발전위원회
- 경영본부
  - 기획경영실
  - 회원지원실
- 정책본부
  - 정책진흥실
  - 건설기술실
  - 교육연구센터

## 같이 보기
- 국토교통부
- 대한건설협회
- 대한전문건설협회
- 해외건설협회
- 대한건축사협회
- 건설워커
- 한국건설기술인협회